# Yuji Okumoto
Yuji Okumoto est un acteur américain né le 20 avril 1959 à Los Angeles, en Californie (États-Unis).

## Filmographie
- 1985 : Profession: Génie (Real Genius) : Fenton
- 1985 : Gagner ou Mourir (Better Off Dead...) : Yee Sook Ree
- 1986 : The Check Is in the Mail... : Bellboy
- 1986 : Karaté Kid : Le Moment de vérité 2 (The Karate Kid, Part II) : Chozen
- 1988 : Aloha Summer : Kenzo Konishi
- 1989 : Coupable Ressemblance (True Believer) de Joseph Ruben : Shu Kai Kim
- 1993 : Robots en alerte (Robot Wars) : Chou-Sing
- 1993 : Nemesis : Yoshiro Han
- 1993 : Brain Smasher... A Love Story (vidéo) : Wu
- 1993 : L'Arme blanche (en) (American Yakuza) de Frank Cappello : Kazuo
- 1994 : Bloodfist V: Human Target : Tommy
- 1994 : Blue Tiger : Lieutenant Sakagami
- 1994 : Red Sun Rising : Yuji
- 1995 : Hard Justice (vidéo) : Jimmy Wong
- 1997 : Blast : Agent du FBI
- 1997 : Mean Guns (Mean Guns) : Hoss
- 1997 : Contact de Robert Zemeckis : Electrical
- 1997 : The Game : Directeur de l'hôtel Nikko
- 1998 : The Truman Show : Famille Japonaise
- 1999 : Souvenirs d'avril (I'll Remember April) : Matsuo Yomma
- 1999 : Fortress 2 : Réincarcération (Fortress 2) : Sato
- 2001 : Pearl Harbor : Japanese Shy Bomber
- 2001 : Explosion imminente (Ticker) : Consul de l'embassade
- 2005 : The Crow: Wicked Prayer : Pestilence
- 2006 : L'Honneur des guerriers (Only the Brave) : Yukio "Yuk" Nakajo
- 2006 : Big Mamma 2 (Big Momma's House 2) : Parsons
- 2010 : Inception (Inception) : le domestique de Saito
- 2018 : Driven de Nick Hamm : le juge Robert Mitsuhiro Takasugi

### Télévision
- 1986 : T.J. Hooker: Blood Sport
- 1990 : Murder in Paradise
- 1990 : Cacciatori di navi : Peter Fujko
- 1994 : Menendez: A Killing in Beverly Hills : Lester Kuriyama
- 1999 : Johnny Tsunami : Pete
- 2000 : Deux escrocs, un fiasco : One Eye
- 2000 : Guilty as Charged : Davis
- 2007 : The Unit : Commando d'élite : M.Michael, S02E12
- 2011 : NCIS LOS ANGELES, S03E07
- 2012 : The Mentalist : Mr. Liu , S04E13
- 2014 : Z Nation, S01E3 : Bernt
- 2021-2025 : Cobra Kai : Chozen